# Jarledømme
Et jarledømme er det landområde, som en jarl råder over. Det nordiske jarledømme svarer til det tyske begreb hertugdømme. Sønderjylland var i middelalderen et dansk jarledømme, der i senmiddelalderen ændrede navn til Hertugdømmet Sønderjylland og senere til Hertugdømmet Slesvig. 